# Miss Germania

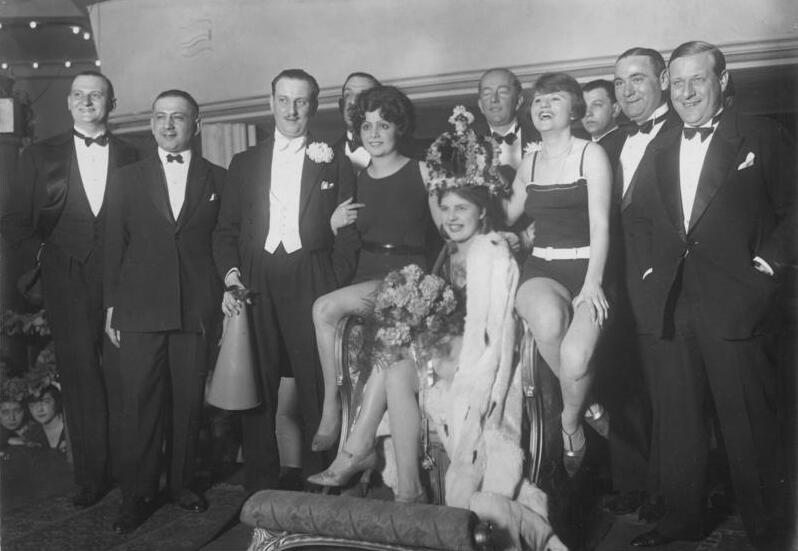
L'incoronazione di Miss Germania 1927.

Miss Germania (Miss Germany) è un concorso di bellezza femminile, che si tiene  annualmente in Germania sin dal 1927.

## Storia
In passato esistevano numerose organizzazioni che reclamavano il titolo: già negli anni venti, la giurisdizione tedesca decise che il titolo Miss Germania non poteva essere registrato, facendo in modo che chiunque potesse organizzare un concorso e nominarlo Miss Germania. Una decisione simile fu presa anche nel 1982, e così si ebbero due detentrici del titolo in alcuni anni (1928, 1931, 1953 e 1982), elette da differenti associazioni. Nel 1953, la nuova organizzazione e lo sponsor principale, le industrie Opal, acquisirono il franchising internazionale dei titoli Miss Europa, Miss Mondo e Miss Universo, costruendo una sorta di monopolio: di fatto le vincitrici di concorsi organizzati da altri promotori non potevano partecipare a nessun concorso di bellezza internazionale, e quindi tutti i concorsi "concorrenti" persero attrattiva. 
Dopo il fallimento delle industrie Opal, seguì un periodo di declino per il concorso. La maggior parte degli sponsor si ritirò, mentre il concorso stesso finì nell'obbiettivo del femminismo e contemporaneamente perdeva interesse presso il grande pubblico. Alla fine nel 1982 riemersero i concorsi concorrenti, e quell'anno furono elette due Miss Germania.
Dal 1985, almeno due organizzazioni gestiscono concorsi rivali:
- La MGC (Miss Germany Corporation, Oldenburg) di Horst Klemmer, negli anni sessanta inviava le proprie Miss Germania a Miss Mondo ed altri concorsi internazionali. Soltanto nel 1999 la MGC riuscì nell'impresa di registrare il trademark Miss Germania, assicurandosi i diritti esclusivi. Infatti dal 2000 in poi, gli organizzatori di altri concorsi hanno dovuto utilizzare altri nomi. Inoltre la MGC detiene i diritti per altri concorsi come Miss Mondo Germania o Mister Germania. Dal 2010 possiede anche la licenza per Miss Terra, concorso internazionale a cui viene inviata la vincitrice di Miss Germania.
- La Miss Germany Company ha organizzato concorsi di bellezza dal 1985 al 1991. Non si conosce molto altro di questa compagnia.
- Nel 1991, la MGA (Miss Germany Association) di Detlef Tursies ha organizzato un concorso Miss Germany per la prima volta. Le vincitrici hanno la possibilità di partecipare a Miss Universo, Miss Terra, Miss International, Miss Europa e Miss Intercontinental. Nel 1999, la MGA si è trasformata in MGO (Miss Germany Organisation). Dal 2000, possiede i diritti per Miss Deutschland ed ha nuovamente cambiato il nome in MGO - Komitee Miss Deutschland. * Per un breve periodo prima che il titolo diventasse un'esclusiva, la situazione si era resa ancora più confusa: nel 1999 infatti fu indetto un terzo concorso Miss Germania. Nell'autunno 1999, altre due organizzazione scelsero le detentrici del titolo per l'anno 2000 – Model of Germany Productions a Mainz-Kastel (quarta Miss Germania), e la MGF (Miss Germany Foundation) a Magdeburgo, organizzò un quinto concorso Miss Millennium Deutschland (chiamato dal 2001, Princess of Germany).

## Albo d'oro

### Prima della seconda guerra mondiale
| Anno | Vincitrice                | Luogo   |
| ---- | ------------------------- | ------- |
| 1927 | Hildegard Quandt          | Berlino |
| 1928 | Hella Hoffmann            | Berlino |
| 1928 | Margarete Grow            | Berlino |
| 1929 | Elisabeth Rodzyn          | Berlino |
| 1930 | Dorit Nitykowski          | Berlino |
| 1931 | Ruth Ingrid Richard       | Berlino |
| 1931 | Daisy d’Ora               | Berlino |
| 1932 | Liselotte de Booy-Schulze | Berlino |
| 1933 | Charlotte Hartmann        | Berlino |

### 1949-1984
| Anno      | Vincitrice            | Qualificata come         | Luogo                          |
| 1949      | Inge Löwenstein       | Miss Stuttgart           | Bad Homburg                    |
| 1950      | Susanne Erichsen      | Miss Schleswig-Holstein  | Baden-Baden                    |
| 1951      | Vera Marks            | ?                        | Baden-Baden                    |
| 1952      | Renate Hoy            | ?                        | Baden-Baden                    |
| 1953      | Christel Schaack      | ?                        | Wiesbaden                      |
| 1953-1954 | Heidi Krüger          | ?                        | Amburgo                        |
| 1954      | Regina Ernst          | Miss Bremen              | Baden-Baden                    |
| 1955      | Margit Nünke          | Miss Nordrhein-Westfalen | Baden-Baden                    |
| 1956      | Marina Orschel        | Miss Berlin              | Baden-Baden                    |
| 1957      | Gerti Daub            | Miss Hamburg             | Baden-Baden                    |
| 1958      | Marlies Behrens       | Miss Bayern              | Baden-Baden                    |
| 1959      | Carmela Künzel        | Miss Berlin              | Baden-Baden                    |
| 1960      | Ingrun Helgard Möckel | Miss Rheinland           | Baden-Baden                    |
| 1961      | Marlene Schmidt       | Miss Baden-Württemberg   | Baden-Baden                    |
| 1962      | Gisela Karschuck      | Miss Hessen              | Travemünde                     |
| 1963      | Helga Carla Ziesemer  | Miss Bayern              | Travemünde                     |
| 1964      | Martina Kettler       | Miss Berlin              | Berlino                        |
| 1965      | Ingrid Bethke         | Miss Nordrhein-Westfalen | Berlino                        |
| 1966      | Marion Heinrich       | Miss Nordrhein-Westfalen | Berlino                        |
| 1967      | Fee von Zitzewitz     | Miss Schleswig-Holstein  | Berlino                        |
| 1968      | Lilian Atterer        | Miss Bayern              | Monaco di Baviera              |
| 1969      | Gesine Froese         | Miss Bayern              | Monaco di Baviera              |
| 1970      | Irene Neumann         | ?                        | San Juan, Porto Rico           |
| 1971      | Irene Neumann         | —                        |                                |
| 1972      | Heidi Weber           | Miss Bayern              |                                |
| 1973      | Ingeborg Martin       | ?                        | Monaco di Baviera              |
| 1974      | Monja Bageritz        | Miss Rheinland           |                                |
| 1975      | Marina Langner        | ?                        |                                |
| 1976      | Monika Schneeweis     | ?                        | Baden-Baden                    |
| 1977      | Dagmar Winkler        | Miss Bayern              | Baden-Baden                    |
| 1978      | Monika Greis          | Miss Süddeutschland      |                                |
| 1979      | Andrea Hontschik      | Miss Berlin              | Brema, Studio Radio Bremen (1) |
| 1980      | Gabriella Brum        | Miss Berlin              | Berlino                        |
| 1981      | Marion Kurz           | Miss Bayern              | Monaco di Baviera              |
| 1982      | Kerstin Paeserack     | Miss Niedersachsen       | Palma di Maiorca, Spagna       |
| 1982      | Monika Baier          | ?                        | Norimberga                     |
| 1983      | Loana Radecki         | Miss Berlin              | Bad Gastein, Austria           |
| 1984      | Brigitte Berx         | Miss Nordrhein-Westfalen | Bad Mondorf, Lussemburgo       |

### Dal 1985: MGC - Miss Germany Corporation GmbH (Oldenburg)
| Anno      | VIncitrice            | Qualificata come         | Luogo                        |
| 1985-1986 | Patricia Patek        | Miss Hessen              | Wangerooge                   |
| 1986-1987 | Anja Hörnich          | Miss Saarland            | Oberstdorf                   |
| 1987-1988 | Susann Stoss          | Miss Rheinland-Pfalz     | Bonn - Bad Godesberg         |
| 1988-1989 | Nicole Reinhardt      | Miss Baden-Württemberg   | Colonia                      |
| 1989-1990 | Claudia Weins         | Miss Nordrhein-Westfalen | Schwäbisch Gmünd             |
| 1990-1991 | Leticia Koffke        | Miss Brandenburg         | Wesseling (vicino a Colonia) |
| 1991-1992 | Ines Kuba             | Miss Berlin              | Oldenburg                    |
| 1992-1993 | Astrid Kuhlmann       | Miss Bayern              | Berlino                      |
| 1993-1994 | Cornelia Oehlmann     | Miss Baden-Württemberg   | Hannover                     |
| 1994-1995 | Beate Almer           | Miss Bayern              | Colonia                      |
| 1996      | Yasemine Mansoor      | Miss Berlin              | Berlino                      |
| 1997      | Sabrina Paradies      | Miss Norddeutschland     | Berlino                      |
| 1998      | Michalina Koscielniak | Miss LR-Kosmetik         | Berlino                      |
| 1999      | Alexandra Phillips    | Miss Süddeutschland      | Berlino                      |
| 2000      | Sandra Hoffmann       | Miss Mitteldeutschland   | Berlino                      |
| 2001      | Mirjana Bogojevic     | Miss Hamburg             | Berlino                      |
| 2002      | Katrin Wrobel         | Miss Berlin              | Berlino                      |
| 2003      | Babett Konau          | Miss Schleswig-Holstein  | Rust (vicino a Friburgo)     |
| 2004      | Claudia Hein          | Miss Nordrhein-Westfalen | Rust (vicino a Friburgo)     |
| 2005      | Antonia Schmitz       | Miss Nordrhein-Westfalen | Rust (vicino a Friburgo)     |
| 2006      | Isabelle Knispel      | Miss Berlin              | Rust (vicino a Friburgo)     |
| 2007      | Nelly Marie Bojahr    | Miss T-Online            | Rust (vicino a Friburgo)     |
| 2008      | Kim-Valerie Voigt     | Miss Norddeutschland     | Rust (vicino a Friburgo)     |
| 2009      | Doris Schmidts        | Miss Baden-Württemberg   | Rust (vicino a Friburgo)     |
| 2010      | Anne Julia Hagen      | Miss Berlin              | Rust (vicino a Friburgo)     |
| 2011      | Anne-Kathrin Kosch    | Miss Thüringen           | Rust (vicino a Friburgo)     |
| 2012      | Isabel Gülck          | Miss Ashampoo            | Rust (vicino a Friburgo)     |
| 2013      | Caroline Noeding      | Miss Niedersachsen       | Rust (vicino a Friburgo)     |
| 2014      | Vivien Konca          | Miss Nordrhein-Westfalen | Rust (vicino a Friburgo)     |
| 2015      | Olga Hoffmann         | Miss Pearl.tv            | Rust (vicino a Friburgo)     |
| 2016      | Lena Bröder           | Miss Westdeutschland     | Rust (vicino a Friburgo)     |
| 2017      | Soraya Kohlmann       | Miss Sachsen             | Rust (vicino a Friburgo)     |
| 2018      | Anahita Rehbein       | Miss Baden-Württemberg   | Rust (vicino a Friburgo)     |

### 1985-1991: Miss Germany Company
| Anno      | Vincitrice         | Qualificata come         |
| 1985      | Anke Symkowitz     | Miss Baden-Württemberg   |
| 1986      | Birgit Jahn        | Miss Bayern              |
| 1986-1987 | Dagmar Schulz      | Miss Nordrhein-Westfalen |
| 1987-1988 | Christiane Kopp    | Miss Berlin              |
| 1988-1989 | Andrea Stelzer     | Miss Bayern              |
| 1989-1990 | Christiane Stöcker | Miss Hessen              |
| 1990-1991 | Susanne Petry      | Miss Saarland            |
| 1991-1992 | Monika Resch       | Miss Thüringen           |

### 1991-1999: MGA - Miss Germany Association GmbH (Bergheim, Cologne)
| Anno   | Vincitrice       | Qualificata come         | Luogo   |
| 1991   | Petra Hack       | Miss Nordrhein-Westfalen | ?       |
| 1992   | Meike Schwarz    | Miss Saarland            | ?       |
| 1993 : | Verona Feldbusch | Miss Hamburg             | Brema   |
| 1994   | Tanja Wild       | Miss Baden-Württemberg   | ?       |
| 1995   | Ilka Endres      | Miss Rheinland-Pfalz     | ?       |
| 1996   | Miriam Ruppert   | Miss Arabella TV         | ?       |
| 1997   | Nadine Schmidt   | Miss Rheinland-Pfalz     | ?       |
| 1998   | Katharina Mainka | Miss Rheinland-Pfalz     | Treviri |
| 1999   | Diana Drubig     | Miss Sachsen             | Treviri |

### 1999-2000: altri organizzatori
| Anno | Vincitrice   | Luogo   | Compagnia                    |
| 1999 | Yvonne Wölke | Berlino | Rolf Eden                    |
| 2000 | Sonja Strobl | Magonza | Model of Germany Productions |

## Miss Universo Germania
Miss Universo Germania è un concorso di bellezza istituito nel 2009 per selezionare le rappresentanti tedesche per Miss Universo. La seconda classificata a Miss Universo Germania partecipa a Miss Tourism Queen International, mentre la terza a Miss Europa.
Il franchising del concorso è detenuto da Kim Kötter, reginetta di bellezza tedesca che partecipò a Miss Universo 2002 e che possiede anche il marchio Miss Universo Paesi Bassi e Miss Overijssel. 

### Albo d'oro
| Anno | Nome                 | Piazzamento a Miss Universo |
| ---- | -------------------- | --------------------------- |
| 2009 | Martina Lee          |                             |
| 2010 | Kristiana Rohder     |                             |
| 2011 | Valeria Bystritskaya |                             |
| 2012 | Alicia Endemann      |                             |
| 2013 | Anne-Julia Hagen     |                             |
| 2014 | Josefin Donat        |                             |
| 2015 | Sarah-Lorraine Riek  |                             |
| 2016 | Johanna Acs          |                             |
| 2017 | Sophia Koch          |                             |
| 2018 | Celine Willers       |                             |